# Tournoi des Six Nations des moins de 20 ans 2017
Navigation
Tournoi des moins de 20 ans 2016 Tournoi des moins de 20 ans 2018
Le Tournoi des Six Nations des moins de 20 ans  2017 est une compétition annuelle de rugby à XV disputée par six équipes européennes : Angleterre, pays de Galles, Irlande, France, Écosse et Italie.
Le tournoi se déroule du 3 février au 17 mars 2017 les mêmes semaines que pour le Tournoi disputé par leurs aînés, ainsi que le tournoi féminin et selon un calendrier de cinq journées, pendant lesquelles chaque équipe participante affronte toutes les autres. Les trois équipes qui ont l'avantage de jouer un match de plus à domicile sont l'Angleterre, l'Écosse et l'Italie.
Cette année, l'Angleterre gagne le tournoi en réussissant le Grand Chelem.

## Calendriers des matchs
Les heures sont données dans les fuseaux utilisés par les pays participants : WET (UTC) dans les îles Britanniques et CET (UTC+1) en France et en Italie.
Première journée
| Le 3 février à 19 h 00 | Stadio Giovanni Mari (it), Legnano | Italie -20     | 5 - 27  | Pays de Galles -20 |
| Le 3 février à 20 h 30 | Broadwood Stadium, Cumbernauld     | Écosse -20     | 19 - 20 | Irlande -20        |
| Le 4 février à 12 h 00 | Belle Vue, Wakefield               | Angleterre -20 | 59 - 17 | France -20         |

Deuxième journée
| Le 10 février à 19 h 00 | Stadio Enrico Chersoni (it), Prato | Italie -20         | 26 - 27 | Irlande -20    |
| Le 10 février à 19 h 15 | Eirias Stadium, Colwyn Bay         | Pays de Galles -20 | 21 - 37 | Angleterre -20 |
| Le 11 février à 21 h 00 | Stade des Alpes, Grenoble          | France -20         | 36 - 8  | Écosse -20     |

Troisième journée
| Le 24 février à 19 h 45 | Northern Echo Arena (en), Darlington | Angleterre -20 | 46 - 0  | Italie -20         |
| Le 24 février à 20 h 00 | Donnybrook Rugby Ground, Dublin      | Irlande -20    | 27 - 22 | France -20         |
| Le 24 février à 20 h 30 | Broadwood Stadium, Cumbernauld       | Écosse -20     | 34 - 65 | Pays de Galles -20 |

Quatrième journée
| Le 10 mars à 15 h 00 | Stadio Santa Rosa, Cagliari     | Italie -20         | 13 - 18 | France -20  |
| Le 11 mars à 18 h 15 | Franklin's Gardens, Northampton | Angleterre -20     | 33 - 5  | Écosse -20  |
| Le 11 mars à 18 h 30 | Eirias Stadium, Colwyn Bay      | Pays de Galles -20 | 41 - 27 | Irlande -20 |

Cinquième journée
| Le 17 mars à 18 h 00 | Donnybrook Rugby Ground, Dublin | Irlande -20 | 10 - 14 | Angleterre -20     |
| Le 17 mars à 20 h 30 | Broadwood Stadium, Cumbernauld  | Écosse -20  | 38 - 17 | Italie -20         |
| Le 17 mars à 21 h 00 | Stade Sapiac, Montauban         | France -20  | 40 - 20 | Pays de Galles -20 |

## Classement
| Rang | Nation                 | J | V | N | D | Bo | Bd | Pm  | Pe  | Diff | Pts |
| ---- | ---------------------- | - | - | - | - | -- | -- | --- | --- | ---- | --- |
| 1    | Angleterre -20         | 5 | 5 | 0 | 0 | 4  | 0  | 175 | 43  | +132 | 27  |
| 2    | France -20             | 5 | 3 | 0 | 2 | 2  | 1  | 147 | 113 | +34  | 15  |
| 3    | Pays de Galles -20 (T) | 5 | 3 | 0 | 2 | 0  | 2  | 101 | 108 | -7   | 14  |
| 4    | Irlande -20            | 5 | 3 | 0 | 2 | 2  | 0  | 174 | 143 | +31  | 14  |
| 5    | Écosse -20             | 5 | 1 | 0 | 4 | 1  | 2  | 104 | 171 | -67  | 7   |
| 6    | Italie -20             | 5 | 0 | 0 | 5 | 0  | 2  | 61  | 146 | -85  | 2   |

|  | Vainqueur du tournoi (no 1). |
|  | T : tenant du titre.         |

Attribution des points : quatre points sont attribués pour une victoire, deux points pour un match nul, aucun point en cas de défaite, un point si au moins 4 essais marqués, un point en cas de défaite avec moins de 8 points d'écart, trois points en cas de Grand Chelem.
Règles de classement : 1. points marqués ; 2. différence de points de matchs ; 3. nombre d'essais marqués ; 4. titre partagé.